# Куэнка-дель-Гвадаррама

Куэ́нка-дель-Гвадарра́ма (исп. Cuenca del Guadarrama) — район (комарка) в Испании, входит в провинцию Мадрид в составе автономного сообщества Мадрид.

## Муниципалитеты
1. Альпедрете
2. Бесерриль-де-ла-Сьерра
3. Брунете
4. Серседилья
5. Кольядо-Медиано
6. Кольядо-Вильяльба
7. Кольменарехо
8. Эль-Боало
9. Эль-Эскориаль
10. Галапагар
11. Гвадаррама
12. Лос-Молинос
13. Моральсарсаль
14. Навасеррада
15. Кихорна
16. Сан-Лоренсо-де-Эль-Эскориаль
17. Вальдеморильо
18. Вильянуэва-де-ла-Каньяда
19. Вильянуэва-дель-Пардильо